# Bob McIntyre (coureur)
Robert MacGregor "Bob" McIntyre (Glasgow, 28 november 1928 - Chester, 15 augustus 1962) was een Schots motorcoureur. Hij won vijf Grands Prix in het wereldkampioenschap wegrace, waaronder drie keer tijdens de Isle of Man TT en daarnaast won hij vier keer de North West 200. Hij overleed negen dagen nadat hij ernstig gewond was geraakt tijdens een motorrace op het circuit van Oulton Park in augustus 1962.

## Carrière

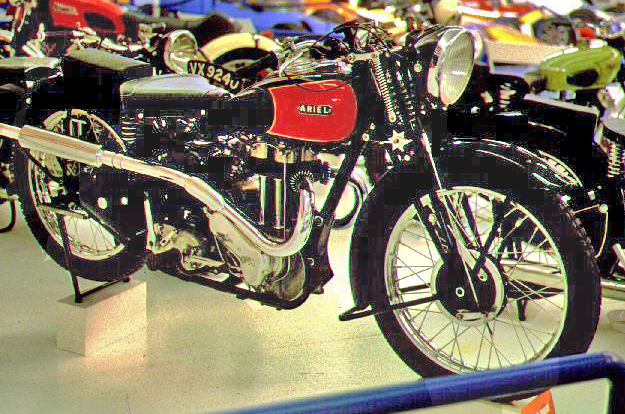
Ariel Red Hunter

In 1948 begon Bob McIntyre wedstrijden te rijden met zijn eigen motorfiets, een Ariel Red Hunter. Al snel nam hij deel aan "scrambles" (terreinwedstrijden). Na enkele jaren stapte hij over op wegraces. Hij racete met een BSA B32 Gold Star op het voormalige vliegveld van Balado bij Kinross. Omdat het circuit daar nog niet overal verhard was kon hij gebruikmaken van zijn terreinervaring en hij won drie van de vier races waarin hij startte.

### 1952: BSA en AJS

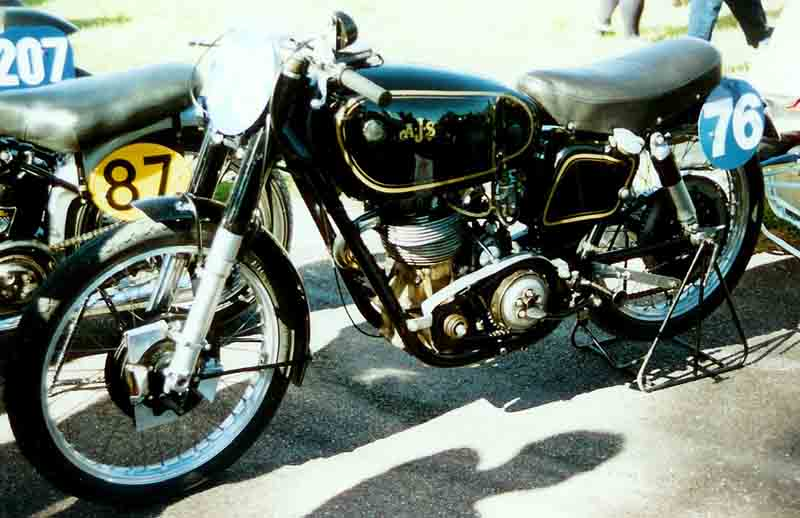
350cc-AJS 7R

Het Eiland Man was voor coureurs uit het Verenigd Koninkrijk in die tijd nog het belangrijkste circuit ter wereld. Er werden wedstrijden georganiseerd op de 60 km lange Snaefell Mountain Course, waarvan de Isle of Man TT de belangrijkste was. Dat was een internationale wedstrijd die meetelde voor het wereldkampioenschap en waar fabrieksrijders met peperdure fabrieksracers het tegen elkaar opnamen. Daarnaast werden ook een aantal wedstrijden voor privérijders georganiseerd. Tijdens de "grote" TT was plaats ingeruimd voor amateurs in de Clubmans Junior TT en de Clubmans Senior TT en in het najaar werd de Manx Grand Prix voor amateurs verreden. In 1952 werd Bob McIntyre met zijn BSA tweede in de 350cc-Clubmans Junior TT met een snelste rondetijd van 80,09 mijl per uur (128,9 km/h). Later in dat jaar keerde hij terug naar Man voor de Manx Grand Prix. Daar reed hij een 350cc-AJS 7R, waarmee hij tweede werd zowel in de 350cc-Junior Manx Grand Prix als de 500cc-Senior Manx Grand Prix. Zowel de BSA als de AJS waren productieracers die voor iedereen te koop waren.

## 1953: AJS/Matchless
In het seizoen 1953 had Bob McIntyre al enkele nationale wedstrijden op de Britse circuits gewonnen toen hij deelnam aan de North West 200 in Noord-Ierland. Hoewel deze wedstrijd niet meetelde voor het WK, kwamen daar wel veel fabrieksrijders op af en ook de Italiaanse merken stuurden er hun fabrieksmachines naartoe. "The Triangle" was een stratencircuit dat heel goed als training kon dienen voor de Isle of Man TT en er konden zelfs afstellingen van de versnellingsbak en het rijwielgedeelte worden uitgeprobeerd. McIntyre won de 350cc-klasse met zijn AJS. Hij startte ook in de Junior TT en hoewel hij daar uitviel, was het management van AJS onder de indruk van zijn prestaties. Hij kreeg voor de rest van het seizoen een fabriekscontract aangeboden voor het seizoen van 1953. Hij won een internationale wedstrijd in Pau die niet meetelde voor het wereldkampioenschap. Verder startte hij alleen in de Ulster Grand Prix, waar hij tweede werd. Hij eindigde als achtste in het 350cc-wereldkampioenschap van 1953. In de "Ulster" startte hij ook in de 500cc-klasse, maar omdat AJS geen behoorlijke 500cc-racer had deed hij dat met een Matchless G45, een paralleltwin die nooit echt snel werd. Met die machine viel hij uit.

### 1954: AJS

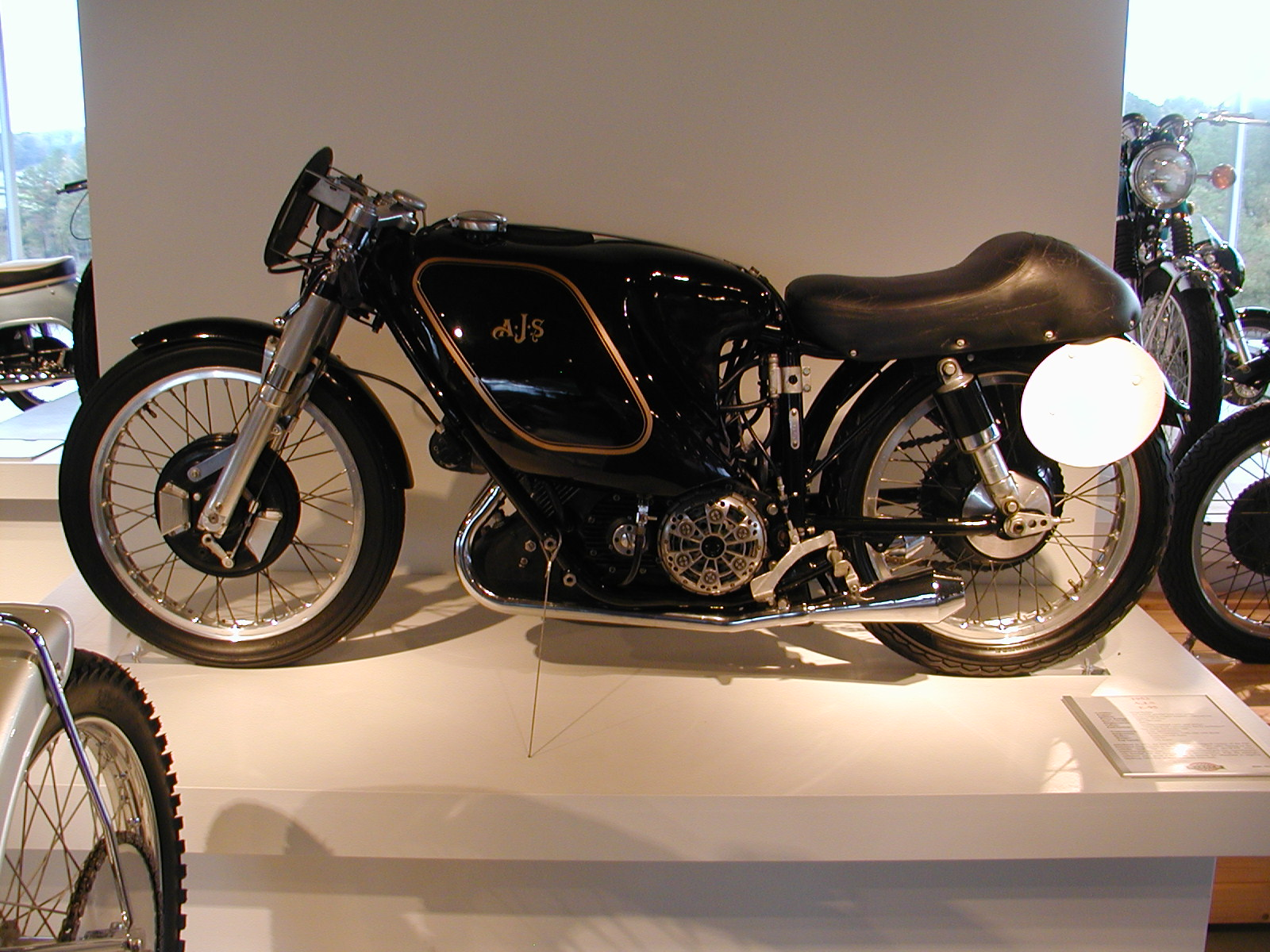
500cc-AJS E95

In het seizoen 1954 kreeg McIntyre de 500cc-AJS E95 fabrieksracer tot zijn beschikking. Diens voorganger, de E90, had in 1949 de wereldtitel behaald, maar sindsdien was de machine behoorlijk achterop geraakt ten opzichte van de Gilera 500 4C, de Norton Manx, de Moto Guzzi Monocilindrica 500 en de MV Agusta 500 4C. In de 500cc-klasse werd McIntyre slechts zestiende met als beste resultaat de vierde plaats in de GP van België. In de 350cc-klasse, met de AJS 7R, pakte hij de derde plaats in Ulster Grand Prix, de zesde in België, de vierde in de TT van Assen en de zesde in de GP van Zwitserland, waardoor hij in het wereldkampioenschap achtste werd. Met een Matchless G45 werd hij tweede in de 500cc-klasse van de North West 200, achter Reg Armstrong met een Gilera.

### 1955: Potts Norton
Zowel AJS als Matchless maakten deel uit van Associated Motor Cycles, een samenwerkingsverband waartoe inmiddels ook Norton behoorde. AMC moest concurreren met de BSA-groep, die inmiddels bestond uit BSA, Ariel, New Hudson, Sunbeam en Triumph. AMC had in de wegrace een groot aantal ijzers in het vuur: in de 350cc-klasse de AJS 7R en de Norton 40M Manx en in de 500cc-klasse de AJS E95, de Matchless G45 en de Norton 30M Manx. Daarom werd in het seizoen 1955 besloten het merk AJS uit de wegrace terug te trekken, hoewel de 7R "Boy Racer" nog als productieracer leverbaar bleef. Dat werd de machine voor beginnelingen en amateurs, want voor een Norton 40M moest men ook als privérijder geselecteerd worden. Voor Bob McIntyre restte niets anders dan opnieuw privérijder worden, maar hij kreeg door Joe Potts geprepareerde Nortons met een stroomlijnkuip tot zijn beschikking. In de 500cc-klasse beperkte hij zich tot de Senior TT waarin hij vijfde werd en de Ulster Grand Prix, waar hij vierde werd. In het wereldkampioenschap eindigde hij als elfde. In de 350cc-klasse leidde hij de Junior TT zeven ronden lang, maar hij kreeg problemen met zijn vering en oververhitte remmen, waardoor hij Bill Lomas met de Moto Guzzi Monocilindrica 350 moest laten passeren. McIntyre werd tweede. Hij reed de 350cc-Norton ook naar een vijfde plaats in Assen. Verder startte hij in geen enkele Grand Prix, waardoor hij in het wereldkampioenschap 350cc-achtste werd. Na de Isle of Man TT kreeg hij van de racedirecteur van Moto Guzzi, Giulio Carcano, een aanbod om fabrieksrijder te worden, dat hij afsloeg.

### 1956: Potts Norton
Ook in het seizoen 1956 bleef hij voor Joe Potts rijden, maar met uitzondering van de Isle of Man TT startte hij in geen enkele Grand Prix. Hij won wel nationale wedstrijden, maar in Man viel hij in beide klassen uit.

### 1957: Gilera

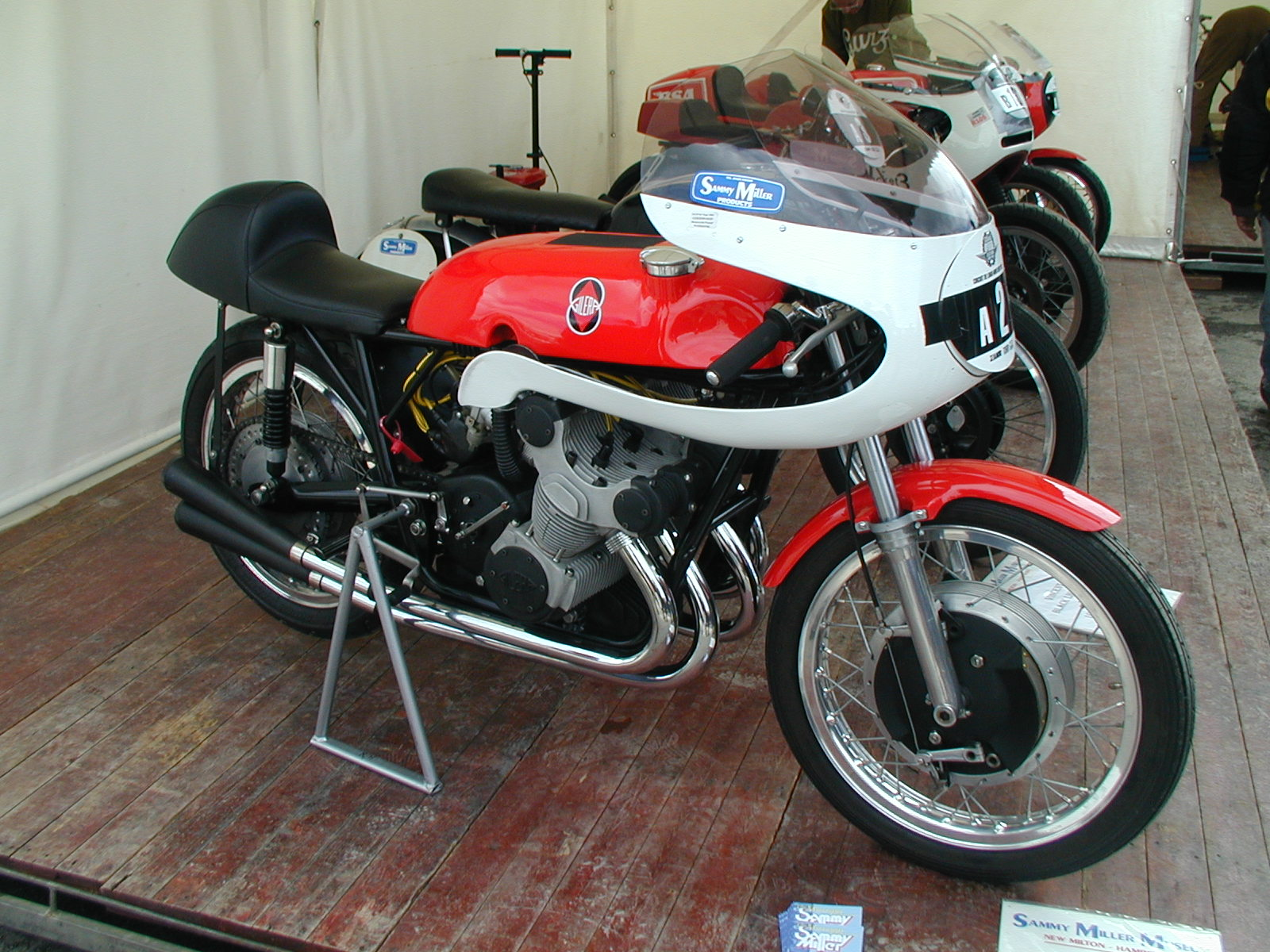
Gilera 500 4C uit 1957

Een kans om fabrieksrijder bij Norton te worden zat er niet meer in, omdat ook dat merk zich na 1955 had teruggetrokken. De Italiaanse merken waren inmiddels vrijwel onverslaanbaar geworden maar ze waren aangewezen op de diensten van Britse coureurs die het belangrijkste en gevaarlijkste circuit, dat van Man, kenden. Daarom werden de beste Britse rijders gecontracteerd: in 1956 waren dat bij Gilera Reg Armstrong en Geoff Duke, bij Mondial Cecil Sandford, bij Moto Guzzi Bill Lomas, Dickie Dale en Arthur Wheeler en bij MV Agusta John Surtees. Geoff Duke begon geblesseerd aan het seizoen 1957 en hij stelde aan Giuseppe Gilera voor dat hij werd vervangen door Bob McIntyre. Daardoor kreeg McIntyre de beschikking over de snelle Gilera 500 4C en de Gilera 350 4C, die pas in de laatste wedstrijd van 1956 was geïntroduceerd en die ook prompt gewonnen had met Libero Liberati aan het stuur. Feitelijk was dat geen slimme zet van het Gilera-management, want de 350cc-klasse werd gedomineerd door Moto Guzzi, dat na het verdwijnen van AJS, Velocette en Norton eigenlijk op zijn lauweren rustte, maar door deze overwinning van Liberati wist ook Giulio Carcano van de dreiging van Gilera in het volgende jaar. In 1957 was Liberati de eerste coureur van Gilera en hij werd naar alle Grands Prix gestuurd, met uitzondering van die van Man. In de 350cc-klasse viel McIntyre uit in Duitsland nadat hij de snelste raceronde had gereden. Liberati won die wedstrijd. Ook de 500cc-klasse werd gewonnen door Liberati, maar McIntyre werd tweede vóór Walter Zeller met de BMW RS 54. In de Junior TT bracht McIntyre het ronderecord op 97,42 mijl per uur (156,8 km/h) gemiddeld en hij won vóór Keith Campbell (Moto Guzzi) en Bob Brown, die door Gilera uitsluitend voor de Junior TT en de Senior TT was uitgenodigd. Vanwege het gouden jubileum van de Isle of Man TT was de Senior TT verlengd tot acht ronden (302 km). De Gilera's hadden daarom extra tanks in de zijkanten van de druppelstroomlijn. Ondanks dat extra gewicht werd McIntyre de eerste die de "Ton" haalde: hij reed meer dan 100 mijl per uur (101,03 mph) in de tweede ronde. In de vierde ronde verbeterde hij zijn tijd zelfs naar 101,12 mph gemiddeld. Die "Ton" was al jaren een belangrijke mijlpaal in de Isle of Man TT, en al in 1955 was men heel even enthousiast geweest toen men dacht dat Geoff Duke ze met de Gilera gereden had, tot zijn tijd werd gecorrigeerd naar 99,97 mph… McIntyre won de Senior TT vóór John Surtees met de MV Agusta en Bob Brown met de tweede Gilera. Doordat Liberati niet op Man gestart was nam McIntyre de leiding in de stand voor het wereldkampioenschap in beide klassen. In de TT van Assen werd hij in de 350cc-klasse tweede achter Campbell, maar in de 500cc-klasse crashte hij waardoor hij enkele maanden uitgeschakeld was door een gebroken botje in zijn nek. Surtees won in Assen vóór Liberati en Zeller. McIntyre moest door zijn blessure de GP van België overslaan. Daar won Liberati de 500cc-klasse terwijl Surtees uitviel. Campbell won de 350cc-vóór Liberati. Toen de Ulster Grand Prix kwam waren zowel McIntyre als Geoff Duke hersteld. Toch wist Liberati de winnen, met McIntyre op de tweede en Duke op de derde plaats. Surtees viel weer uit waardoor Gilera nu zeker was van de wereldtitel én de constructeurstitel van 1957. De laatste race, de GP des Nations op Monza deed er voor de wereldtitel niet meer toe, maar het was wél de thuisrace van Gilera en daarom kreeg Alfredo Milani de derde 500cc-Gilera in plaats van Bob McIntyre. McIntyre mocht wel met de 350 4C in de 350cc-klasse starten. Die won hij dan ook. Keith Campbell was echter niet meer in te halen en werd 350cc-kampioen in 1957, met Bob McIntyre op de tweede plaats. In de 500cc-klasse werd McIntyre ook tweede, achter Libero Liberati. Op 26 september 1957 maakten Gilera, Mondial, MV Agusta en Moto Guzzi bekend dat ze zouden stoppen met de deelname aan het wereldkampioenschap wegrace. McIntyre bracht met een 350cc-Gilera wel nog het werelduurrecord op 226,9 km op Monza. Dit record werd pas in 1964 verbeterd door Mike Hailwood in Daytona met een MV Agusta 350 4C.

### 1958: Norton
In het seizoen 1958 was Bob McIntyre door het vertrek van Gilera weer privérijder geworden. Hij reed met Nortons weer alleen in de Britse wedstrijden. Zowel in de Junior- als de Senior TT viel hij uit, maar in de Ulster Grand Prix werd hij vijfde in de 350cc-klasse en tweede in de 500 cc. Nadat MV Agusta zich niet aan de afspraak met de andere merken uit 1957 had gehouden en tóch bleef deelnemen, was het in beide klassen zonder concurrentie en Surtees werd dan ook dubbelkampioen en MV Agusta won zelfs alle klassen voor solomotoren.

### 1959: Norton en AJS
Ook in het seizoen 1959 bleef McIntyre op de Britse eilanden. Hij won met een Norton de 500cc-klasse van de North West 200. Bij de Isle of Man TT waren de klassen voor privérijders teruggebracht, nadat de Clubmans Junior TT en de Clubmans Senior TT in 1956 ter ziele gegaan waren. De nieuwe privérijdersklassen waren de 350 Formula One TT en de 500 Formula One TT. McIntyre startte in de Junior TT met een AJS Boy Racer, maar viel uit. In de Senior TT werd hij met een Norton vijfde. Hij won de 500 Formula One TT met een Norton. Hoewel bedoeld voor amateurs, reden daar ook een aantal werkloze (semi-)professionals, zoals Bob Brown (tweede met een Norton), Ken Kavanagh (vierde met een Norton) en Dickie Dale (uitgevallen met een BMW).

### 1960: Norton en Potts-AJS
In het seizoen 1960 reed Bob McIntyre ook met de AJS in de 350- en met de Norton in de 500cc-klasse. Hij beperkte zich weer tot de Isle of Man TT en de Ulster Grand Prix. Alleen in de Junior TT pakte hij punten door derde te worden, waardoor hij in het wereldkampioenschap tiende werd. Hij werd in dat jaar ook tweede in de 350cc-North West 200.

### 1961: Norton, Bianchi en Honda

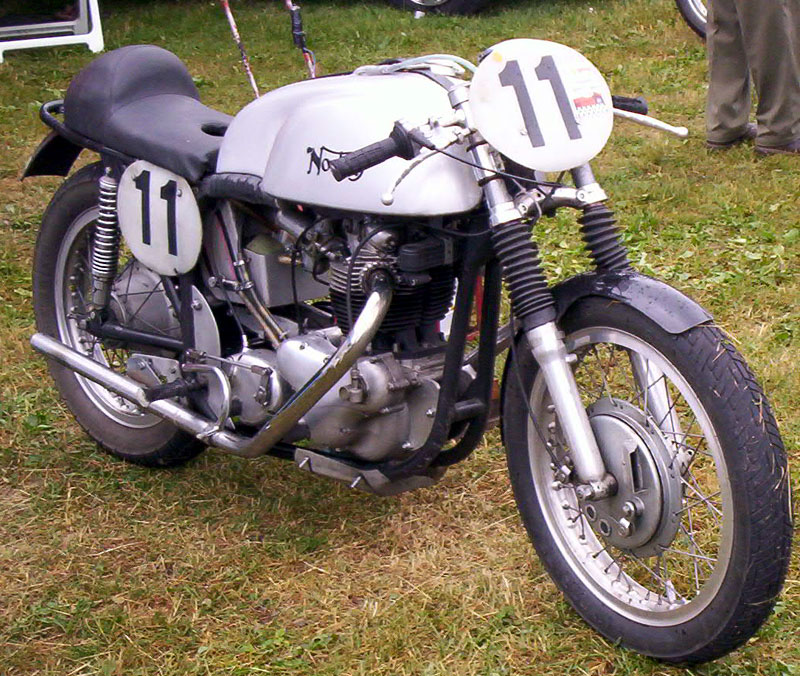
Norton Domiracer

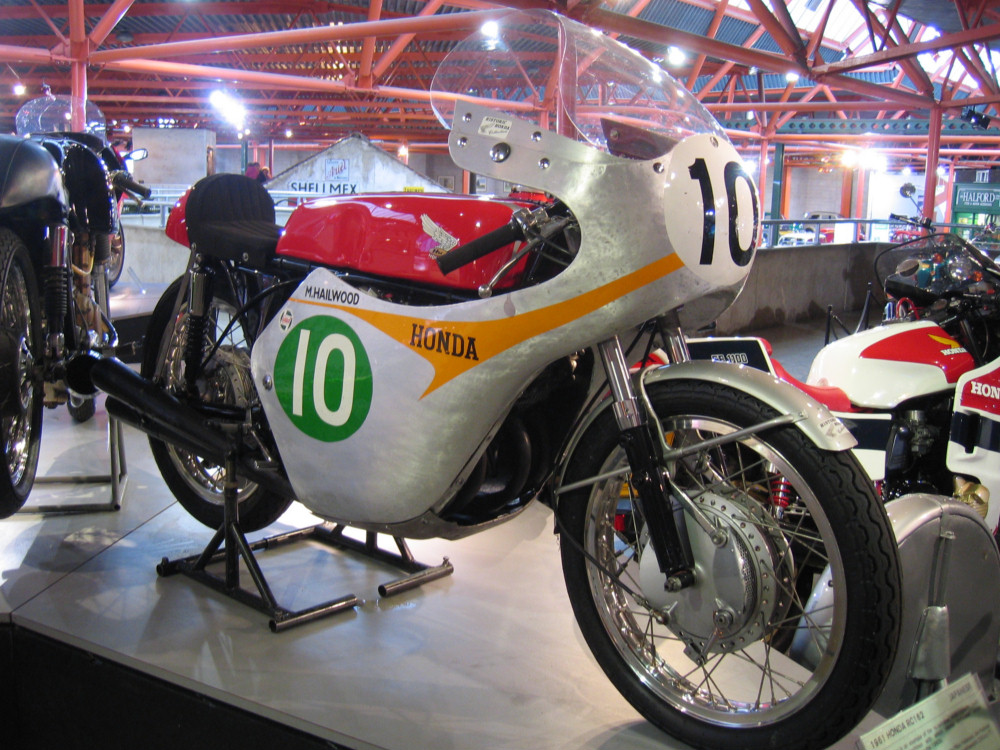
250cc-Honda RC 162, in dit geval van Mike Hailwood

In 'het seizoen 1961 reed Bob McIntyre in drie klassen, maar steeds maar een klein aantal wedstrijden. In dat jaar zette MV Agusta in de 500cc-klasse slechts twee coureurs in, Gary Hocking en Mike Hailwood, die eerste en tweede in het kampioenschap werden. Bij gebrek aan concurrentie konden daardoor de privérijders met Nortons weer hoge ogen gooien. Bob McIntyre startte met de tweecilinder Norton Domiracer slechts in drie Grands Prix waarbij hij steeds op het podium stond: in de Senior TT werd hij tweede achter Hailwood, in de TT van Assen én de Grand Prix van België derde achter Hocking en Hailwood. In het 500cc-wereldkampioenschap werd hij ondanks slechts drie starts toch nog vierde. In de 350cc-klasse kreeg hij de juist door Lino Tonti ontwikkelde Bianchi 350cc-twin tot zijn beschikking. Hij viel uit in de Junior TT, maar werd tweede in Assen (achter Hocking) en derde in de GP van Oost-Duitsland op de Sachsenring achter Hocking en František Šťastný met een Jawa 350cc-twin. Hij eindigde als vijfde in het wereldkampioenschap 350 cc. Voor de 250cc-klasse had hij de beschikking over een Honda RC 162, die liefst 45 pk leverde. Hij was echter geen fabriekscoureur: net als Mike Hailwood huurde hij de machine van Honda. Hij startte voor het eerst in de Lightweight TT voor 250cc-motoren, die over vijf ronden op het Mountain Circuit ging. Bij het ingaan van de laatste ronde leidde McIntyre met 34 seconden voorsprong op Hailwood, toen de Honda stuk ging. De eerste zes plaatsen van de Lightweight TT waren voor Honda, maar McIntyre werd als laatste uitvaller slechts als achttiende geklasseerd. Hij had het ronderecord wel op 99,58 mijl per uur gezet. In 1957 was hij de eerste geweest die "the Ton" met een 500cc-motor haalde, nu lukte het hem bijna met een 250cc-machine. In Assen werd hij tweede achter Hailwood en vóór Jim Redman en hij wist de Ulster Grand Prix zelfs te winnen vóór Hailwood en Redman. In de 250cc-eindstand werd hij vijfde.

### 1962: Honda

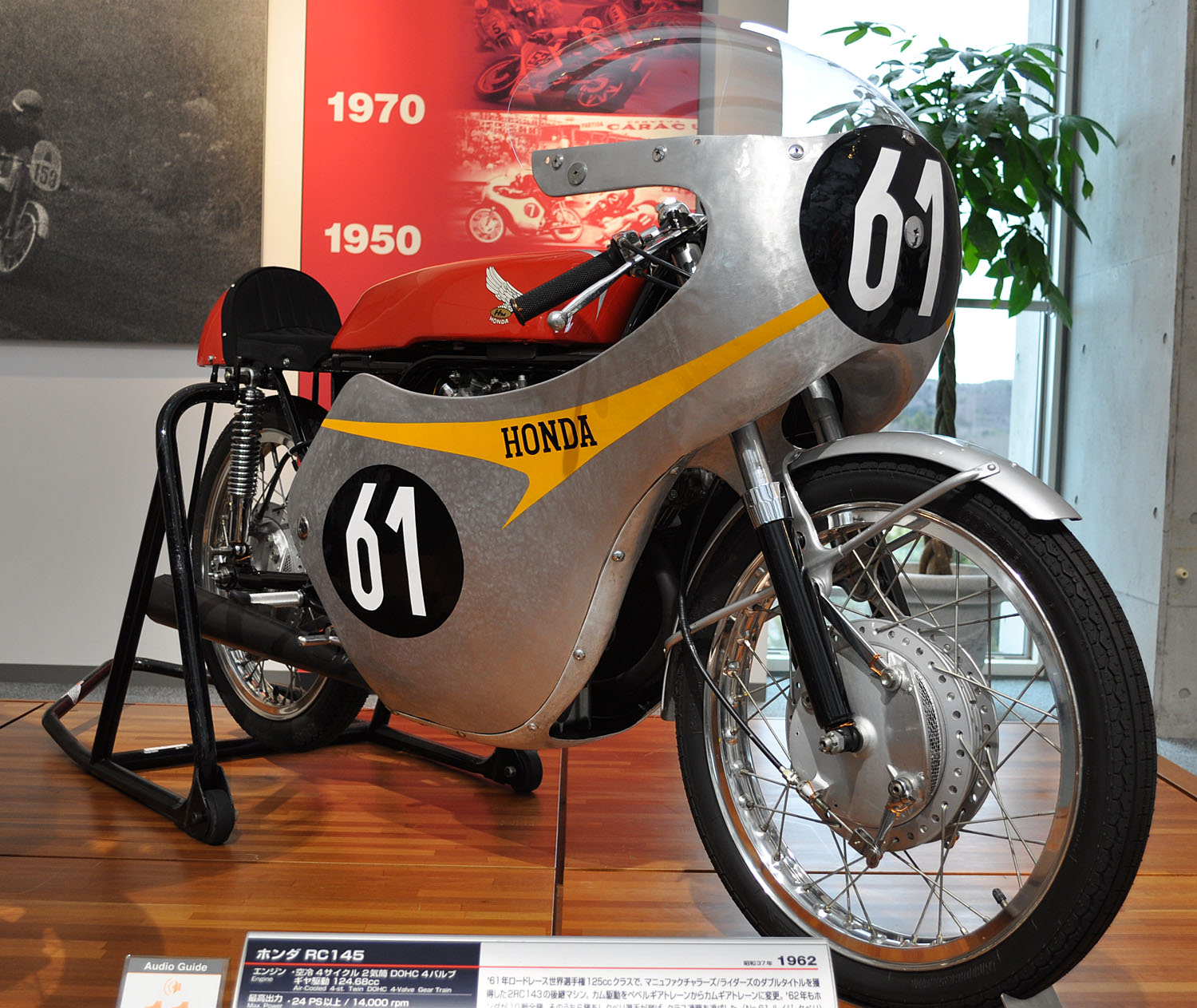
125cc-Honda RC 145

In het seizoen 1962 hoefde hij zijn Honda niet meer te huren. Hij werd fabriekscoureur voor het Japanse merk. Hij benaderde hij 100 mijl per uur grens nog dichter toen hij de rondetijd in de Lightweight 250cc-TT op 99,61 mph bracht. Helaas viel hij opnieuw uit en dat overkwam hem ook tijdens de 350cc-Junior TT en de 350cc-TT van Assen. Hij concentreerde zich in dat jaar op de 250cc-klasse met de Honda RC 162. In de eerste GP's, die van Spanje en Frankrijk, was de uitslag identiek: Redman won, McIntyre werd tweede en Tom Phillis werd met de snelste rondetijd derde. Zij reden allemaal op een Honda. In de Lightweight TT, waar McIntyre zoals gezegd uitviel, won Derek Minter, ook met een Honda vóór Redman en Phillis. In België won Bob McIntyre zijn laatste Grand Prix, met Redman op de tweede plaats en de Zwitser Luigi Taveri, ook al met een Honda, op de derde. McIntyre reed weer de snelste ronde. Op de Solitudering in Duitsland won Redman vóór McIntyre en de Japanner Teisuke Tanaka.

## Overlijden
Op 11 augustus zou het WK-seizoen verdergaan met de Ulster Grand Prix, maar Bob McIntyre reed tussen de bedrijven door nog steeds zijn geliefde nationale wedstrijden. Bij wedstrijden om het Brits kampioenschap op Oulton Park won hij de 250cc-klasse en in de 500cc-klasse startte hij met een Norton Manx. Het werd een regenrace met een slechte start voor McIntyre. Hij vocht zich naar voren, maar hij crashte. Negen dagen later, op 15 augustus 1962, overleed hij aan zijn verwondingen. In zijn laatste jaar eindigde hij postuum als tweede in de 250cc-klasse van het wereldkampioenschap. Hij had ook nog ergens drie punten in de 125cc-klasse binnengesleept met de Honda RC 145, en daardoor kwam hij op een gedeelde zestiende plaats.

## Wereldkampioenschap wegrace resultaten
(Races in cursief geven de snelste ronde aan)
| Seizoen | Klasse | Team    | Motorfiets           | 1       | 2       | 3       | 4       | 5       | 6       | 7       | 8     | 9       | 10    | 11    | Punten | Plaats | Overwinningen |                                                    | Wereldkampioen |
| ------- | ------ | ------- | -------------------- | ------- | ------- | ------- | ------- | ------- | ------- | ------- | ----- | ------- | ----- | ----- | ------ | ------ | ------------- | -------------------------------------------------- | -------------- |
| 1953    | 350 cc | AMC     | AJS 7R               | IOM DNF | NED -   | BEL -   | DUI -   | FRA -   | ULS 2   | ZWI -   | NAT - |         |       |       | 6      | 8e     | 0             | Fergus Anderson, Moto Guzzi Monocilindrica 350     |                |
| 1953    | 500 cc | AMC     | Matchless G45        | IOM -   | NED -   | BEL -   | DUI -   | FRA -   | ULS DNF | ZWI -   | NAT - | SPA -   |       |       | 0      | -      | 0             | Geoff Duke, Gilera 500 4C                          |                |
| 1954    | 350 cc | AMC     | AJS 7R               | FRA -   | IOM -   | ULS 3   | BEL 6   | NED 4   | DUI -   | ZWI 6   | NAT - | SPA -   |       |       | 9      | 8e     | 0             | Fergus Anderson, Moto Guzzi Monocilindrica 350     |                |
| 1954    | 500 cc | AMC     | AJS E95              | FRA -   | IOM 14  | ULS -   | BEL 4   | NED 6   | DUI 7   | ZWI DNF | NAT - | SPA -   |       |       | 4      | 16e    | 0             | Geoff Duke, Gilera 500 4C                          |                |
| 1955    | 350 cc | Privé   | Potts-Norton 40M     |         | FRA -   | IOM 2   | DUI -   | BEL -   | NED -   | ULS 5   | NAT - |         |       |       | 8      | 8e     | 0             | Bill Lomas, Moto Guzzi Monocilindrica 350          |                |
| 1955    | 500 cc | Privé   | Potts-Norton 30M     | SPA -   | FRA -   | IOM 5   | DUI -   | BEL -   | NED -   | ULS 4   | NAT - |         |       |       | 5      | 11e    | 0             | Geoff Duke, Gilera 500 4C                          |                |
| 1956    | 350 cc | Privé   | Potts-Norton 40M     | IOM DNF | NED -   | BEL -   | DUI -   | ULS -   | NAT -   |         |       |         |       |       | 0      | -      | 0             | Bill Lomas, Moto Guzzi Monocilindrica 350          |                |
| 1956    | 500 cc | Privé   | Potts-Norton 30M     | IOM DNF | NED -   | BEL -   | DUI -   | ULS -   | NAT -   |         |       |         |       |       | 0      | -      | 0             | John Surtees, MV Agusta 500 4C                     |                |
| 1957    | 350 cc | Gilera  | Gilera 350 4C        | DUI DNF | IOM 1   | NED 1   | BEL -   | ULS DNF | NAT 1   |         |       |         |       |       | 22     | 2e     | 3             | Keith Campbell, Moto Guzzi Monocilindrica 350      |                |
| 1957    | 500 cc | Gilera  | Gilera 500 4C        | DUI 2   | IOM 1   | NED DNF | BEL -   | ULS 2   | NAT -   |         |       |         |       |       | 20     | 2e     | 1             | Libero Liberati, Gilera 500 4C                     |                |
| 1958    | 350 cc | Privé   | Norton 40M           | IOM DNF | NED -   | BEL -   | DUI -   | ZWE -   | ULS 5   | NAT -   |       |         |       |       | 2      | 12e    | 0             | John Surtees, MV Agusta 350 4C                     |                |
| 1958    | 500 cc | Privé   | Norton 30M           | IOM DNF | NED -   | BEL -   | DUI -   | ZWE -   | ULS 2   | NAT -   |       |         |       |       | 6      | 9e     | 0             | John Surtees, MV Agusta 500 4C                     |                |
| 1959    | 350 cc | Privé   | AJS 7R               | FRA -   | IOM DNF | DUI -   |         |         | ZWE -   | ULS DNF | NAT - |         |       |       | 0      | -      | 0             | John Surtees, MV Agusta 350 4C                     |                |
| 1959    | 500 cc | Privé   | Norton 30M           | FRA -   | IOM 5   | DUI -   | NED -   | BEL -   |         | ULS 2   | NAT - |         |       |       | 8      | 6e     | 0             | John Surtees, MV Agusta 500 4C                     |                |
| 1960    | 350 cc | Privé   | Potts Special-AJS 7R | FRA -   | IOM 3   | NED -   |         |         | ULS DNF | NAT -   |       |         |       |       | 4      | 10e    | 0             | John Surtees, MV Agusta 350 4C                     |                |
| 1960    | 500 cc | Privé   | Norton 30M           | FRA -   | IOM DNF | NED -   | BEL -   | DUI -   | ULS DNF | NAT -   |       |         |       |       | 0      | -      | 0             | John Surtees, MV Agusta 500 4C                     |                |
| 1961    | 250 cc | Privé   | Honda RC 162         | SPA -   | DUI -   | FRA -   | IOM DNF | NED 2   | BEL DNF | DDR 8   | ULS 1 | NAT DNF | ZWE - | ARG - | 14     | 5e     | 1             | Mike Hailwood, Mondial 250 Bialbero / Honda RC 162 |                |
| 1961    | 350 cc | Bianchi | Bianchi 350cc-twin   |         | DUI DNF |         | IOM DNF | NED 2   |         | DDR 3   | ULS - | NAT -   | ZWE - |       | 10     | 5e     | 0             | Gary Hocking, MV Agusta 350 4C / MV Privat 350 4C  |                |
| 1961    | 500 cc | Privé   | Norton Domiracer     |         | DUI -   | FRA -   | IOM 2   | NED 3   | BEL 3   | DDR -   | ULS - | NAT -   | ZWE - | ARG - | 14     | 4e     | 0             | Gary Hocking, MV Agusta 500 4C / MV Privat 500 4C  |                |
| 1962    | 125 cc | Honda   | Honda RC 145         | SPA DNQ | FRA -   | IOM -   | NED -   | BEL -   | DUI 4   | ULS -   | DDR - | NAT -   | FIN - | ARG - | 3      | 16e    | 0             | Luigi Taveri, Honda RC 145                         |                |
| 1962    | 250 cc | Honda   | Honda RC 163         | SPA 2   | FRA 2   | IOM DNF | NED 2   | BEL 1   | DUI 2   | ULS -   | DDR - | NAT -   |       | ARG - | 32     | 2e     | 1             | Jim Redman, Honda RC 163                           |                |
| 1962    | 350 cc | Honda   | Honda RC 170         |         |         | IOM DNF | NED -   |         |         | ULS -   | DDR - | NAT -   | FIN - | ARG - | 0      | -      | 0             | Jim Redman, Honda RC 170 / RC 171                  |                |

## Isle of Man TT resultaten
| Jaar | Klasse                | Team    | Motorfiets           | Plaats | Punten |
| ---- | --------------------- | ------- | -------------------- | ------ | ------ |
| 1952 | Clubmans Junior TT    | Privé   | BSA ZB32 Gold Star   | 2e     | NVT    |
| 1953 | Junior TT             | AMC     | AJS 7R               | DNF    | 0      |
| 1954 | Senior TT             | AMC     | AJS E95              | 14e    | 0      |
| 1955 | Junior TT             | Privé   | Potts-Norton 40M     | 2e     | 6      |
| 1955 | Senior TT             | Privé   | Potts-Norton 30M     | 5e     | 2      |
| 1956 | Junior TT             | Privé   | Potts-Norton 40M     | DNF    | 0      |
| 1956 | Senior TT             | Privé   | Potts-Norton 30M     | DNF    | 0      |
| 1957 | Junior TT             | Gilera  | Gilera 350 4C        | 1e     | 8      |
| 1957 | Senior TT             | Gilera  | Gilera 500 4C        | 1e     | 8      |
| 1958 | Junior TT             | Privé   | Norton 40M           | DNF    | 0      |
| 1958 | Senior TT             | Privé   | Norton 30M           | DNF    | 0      |
| 1959 | Junior TT             | Privé   | AJS 7R               | DNF    | 0      |
| 1959 | Senior TT             | Privé   | Norton 30M           | 5e     | 2      |
| 1959 | 500 Formula One TT    | Privé   | Norton 30M           | 1e     | NVT    |
| 1960 | Junior TT             | Privé   | Potts Special-AJS 7R | 3e     | 4      |
| 1960 | Senior TT             | Privé   | Norton 30M           | DNF    | 0      |
| 1961 | Lightweight 250 cc TT | Privé   | Honda RC 162         | DNF    | 0      |
| 1961 | Junior TT             | Bianchi | Bianchi 350cc-twin   | DNF    | 0      |
| 1961 | Senior TT             | Privé   | Norton 30M           | 2e     | 6      |
| 1962 | Lightweight 250 cc TT | Honda   | Honda RC 163         | DNF    | 0      |
| 1962 | Junior TT             | Honda   | Honda RC 170         | DNF    | 0      |